# Sint-Rochuskapel (Pey)
De Sint-Rochuskapel is een kapel in Pey in de Nederlandse gemeente Echt-Susteren. De kapel staat aan de Dorpstraat 109A in het oosten van het dorp.
Op ongeveer 525 meter naar het westen staat de Sint-Antoniuskapel.
De kapel is gewijd aan de heilige Rochus van Montpellier.

## Geschiedenis
In 1902 werd de oorspronkelijke kapel gebouwd.
In 1919 en 1946 werd de kapel gerestaureerd.
In 1991 herbouwden buurtbewoners de kapel op dezelfde plek opnieuw op.

## Gebouw
De bakstenen kapel heeft een rechthoekig grondplan en wordt gedenkt door een verzonken zadeldak met pannen. Op de hoeken zijn er hoekpilasters aangebracht en in de zijgevels bevinden zich elk een klein rondboogvenster met glas-in-lood. De frontgevel en achtergevel zijn een trapgevel met op de top van de frontgevel een stenen kruis. Boven in de frontgevel bevinden zich twee gevelstenen met de teksten H. Rochus bescherm de parochie van Pei 1902 en herbouwd 1991. In de frontgevel bevindt zich de rondboogvormige toegang die wordt afgesloten met een dubbele houten deur met vensters en siersmeedwerk.
Van binnen is de kapel wit gepleisterd en tegen de achterwand is een wit altaar geplaatst. Op het altaar is een rijkelijk versierde witte nis geplaatst. In de nis staat een Rochusbeeldje dat de heilige toont als pelgrim met in zijn linkerhand een staf en naast hem een hond.